# 陈华祥
陈华祥（1951年12月—），男，贵州安顺人，中华人民共和国政治人物，曾任中共贵州省委组织部副部长，贵州省政协常委，贵州省人大常委会副主任。